# Lesbia (geslacht)
Lesbia is een geslacht van vogels uit de familie kolibries (Trochilidae) en de geslachtengroep Lesbiini (komeetkolibries).

## Soorten
Het geslacht kent de volgende soorten:
- Lesbia nuna  – Groenstaartkomeetkolibrie
- Lesbia victoriae  – Zwartstaartkomeetkolibrie